# 吉田経俊
吉田 経俊（よしだ つねとし）は、鎌倉時代前期から中期にかけての公卿。藤原北家勧修寺流吉田家、参議・吉田資経の次男。官位は正二位・中納言。後嵯峨上皇の側近として活躍。経俊の子孫からは坊城家・中御門家が出た。

## 生涯
嘉禄元年（1225年）、従五位下に叙爵。父・資経の極官が参議であったことや、次男であったことなどにより昇進が滞った。
嘉禎4年（1238年）、左衛門権佐に任ぜられ、仁治3年（1242年）に正五位下で五位蔵人に補任されるが、兄・為経は経俊が五位蔵人となった29歳で権中納言になっていた。しかし、後嵯峨上皇による院政が開始されると順調に昇進していき、宝治元年12月（1248年1月）に右少弁に任ぜられて三事兼帯を果たす。
建長3年（1251年）、従四位下に昇叙。左大弁を経て、建長7年12月（1256年1月）に蔵人頭に補任された。
建長8年（1256年）、兄・為経の死去を受けて伝奏・評定衆となる。また和泉国を知行した。
正嘉2年（1258年）、参議に任ぜられて公卿に列し、正嘉3年（1259年）に従三位に叙せられた。正元2年（1260年）造東大寺長官を兼ね、同年（改元して文応元年）正三位・讃岐権守に叙任。
弘長2年（1262年）、権中納言に昇任した。弘長3年（1263年）大宰権帥を兼ねるが、以後8年間これを兼帯し続けた。
文永4年（1267年）、従二位、文永5年（1268年）には正二位に昇叙される。
文永8年（1271年）、大宰権帥を辞任して中納言に転じる。
文永11年（1247年）、大嘗会検校を務め、9月には治部卿を兼ねたが、建治2年（1276年）10月18日に薨去。享年63。日記『経俊卿記』（吉黄記）が残る。

## 官歴
※以下、註釈の無いものは『諸家伝』の記載に従う。
- 嘉禄元年（1225年）4月26日：従五位下に叙す[1]。
- -年（-年）-月-日：右衛門権佐に任ず。
- 嘉禎4年（1238年）4月20日：左衛門権佐に転ず。
- -年（-年）-月-日：正五位下に叙す。
- 仁治3年（1242年）3月7日：五位蔵人に補す。
- 寛元4年（1246年）正月29日：新帝五位蔵人に補す。
- 宝治元年12月8日（1248年1月5日）：右少弁に任ず。
- 宝治2年（1248年）正月10日：蔵人并びに左衛門権佐を辞す。
- 建長3年（1251年）6月27日：従四位下に叙す。
- -年（-年）-月-日：正四位下に叙す。
- 建長6年（1254年）正月13日：左大弁に転ず。
- 建長7年12月13日（1256年1月12日）：蔵人頭に補す。
- 正嘉2年（1258年）11月1日：参議に任じ、左大弁如元。
- 正嘉3年（1259年）正月6日：従三位に叙す。
- 正元2年/文応元年（1260年）-月―日：造東大寺長官を兼ぬ。9月2日：正三位に叙し、讃岐権守を兼ぬ。
- 弘長2年（1262年）正月26日：権中納言に任ず。
- 弘長3年（1263年）2月27日：復任（母喪）。3月25日：大宰権帥を兼ぬ。
- 文永4年（1267年）正月5日：従二位に叙す。
- 文永5年（1268年）正月7日：正二位に叙す（院御給）。
- 文永8年（1271年）2月1日：大宰権帥を止む。3月27日：中納言に転ず。
- 文永11年（1274年）4月28日：大嘗会検校を兼ぬ。5月―日：検校を辞す。9月10日：治部卿を兼ぬ。
- 建治2年（1276年）10月18日：薨去。享年63。

## 系譜
- 父：吉田資経
- 母：藤原親綱の娘
- 妻：光蓮（治部卿局、平業光の娘）
  - 男子：坊城俊定（1252-1310）、坊城家の祖
  - 男子：中御門経継（1258-?）、中御門家の祖
  - 男子：吉田経世（?-?）
- 生母不明の子女
  - 男子：吉田俊氏
  - 男子：吉田俊方
  - 男子：経誉
  - 男子：経円
  - 女子：吉田経藤室
  - 女子：堀川具守室
  - 女子：中納言貞平室
  - 女子：藤原忠雄室
  - 女子：正親町三条実仲室